# Garry Rodrigues
Garry Mendes Rodrigues (Rotterdam, 1990. november 27. –) holland születésű zöld-foki válogatott labdarúgó, a ciprusi Apóllon Lemeszú középpályása.

## Sikerei, díjai
- Galatasaray
  - Süper Lig: 2017–18

- Olimbiakósz
  - Görög Super League: 2021–22